# Maerua sessiliflora
Maerua sessiliflora är en kaprisväxtart som beskrevs av Ernest Friedrich Gilg. Maerua sessiliflora ingår i släktet Maerua och familjen kaprisväxter. Inga underarter finns listade i Catalogue of Life.